# 高遠 (中國)
高遠 （1964年3月4日—），原名高紫霓，中国女演员，四川人艺当家花旦，1993年加入無綫電視拍戏，於1996年轉投於中国拍戏，戏剧甚多，包括鹿鼎记的皇太后和鍾無艷的夏迎春等。2001年與好友参演舞台剧及话剧并获得赞赏，其获得2004年第四届中国电视电影百合奖优秀女演员奖；如今还活跃在娱乐圈。

## 演出作品

### 话剧
- 老黄城

### 電視劇（中国内地）
- 三坊七巷 飾 甘文君（1997年）
- 人间正道 飾 華妃（2003年）
- 天龙八部 飾 刀白鳳（2003年）
- 道北人 飾 晶晶（2003年）
- 远离罪恶 飾 肖蕭（2004年）
- 太阳背面 飾 芳芳（2005年）
- 金茂祥 飾 蘇珍珍（2005年）
- 商道 飾 劉夫人（2005年）
- 鹿鼎记 飾 毛東珠、皇太后（2008年）
- 大唐游侠转 飾 楊貴妃（2008年）
- 鍾無艷 飾 夏迎春（2009年）
- 西游记 飾 金聖宮娘娘（2011年）
- 唐宮燕之女人天下 飾 萧淑妃（2012年）

### 電視劇（無綫電視）
- 原振俠 飾 李芊芊（1993年）
- 恨鎖金瓶 飾 潘氏（1994年）
- 包青天（1995年）
- 真情 飾 莫嘉惠 (第23-30集)（1995年）
- 西遊記 飾 蜘蛛（1996）

### 電影
- 嘻笑鸳鸯 飾 露露（Lulu）（2003年）
- 絕世好賓 飾 寶雯姐 （2004年）
- 魔鬼天使 飾  -- （2007年）
- 鸦片战争 飾  -- （2007年）

### 舞臺劇
- 天地 飾 譚青鸾（2001年）
- 后羿射日 飾 嫦娥（2002年）